# بورسيرة سباعية الأوراق
بورسيرة سباعية الأوراق (الاسم العلمي:Bursera heptaphylla) هي نوع من النباتات تتبع جنس البورسيرة من الفصيلة البخورية.